# Championnats d'Europe d'athlétisme par équipes 2021
Navigation
La 9e édition des Championnats d'Europe d'athlétisme par équipes se déroule en mai et juin 2021. La Super Ligue se déroule à Chorzów en Pologne, la Première Ligue à Cluj-Napoca en Roumanie, la Deuxième Ligue à Stara Zagora en Bulgarie et la Troisième Ligue à Limassol à Chypre.

## Super Ligue

### Pays participants
L'Ukraine déclare forfait, quelques jours avant la compétition, en raison de deux cas positifs au Covid-19. Par conséquent, l'équipe n'est pas remplacée et est automatiquement reléguée pour l'édition suivante, selon l'EAA.
7 équipes participent à la Super League :
| - Allemagne - Espagne - France - Italie | - Pologne - Portugal, promue - Royaume-Uni - Ukraine, forfait |

Le Portugal est l'équipe promue de Première Ligue en 2019.

### Tableau synthétique des résultats
| 100 mètres | M     | 7   | 5   | 3   | 6   | 4     | 2    | 1   | —   |
| 100 mètres | W     | 4   | 6   | 5   | 2   | 7     | 1    | 3   | —   |
| 200 mètres | M     | 3   | 5   | 4   | 7   | 2     | 1    | 6   | —   |
| 200 mètres | W     | 3   | 5   | 7   | 6   | 4     | 2    | 1   | —   |
| 400 mètres | M     | 7   | 3   | 6   | 5   | 1     | 2    | 4   | —   |
| 400 mètres | W     | 1   | 5   | 3   | 2   | 7     | 4    | 6   | —   |
| 800 mètres | M     | 2.5 | 2.5 | 7   | 4   | 5     | 1    | 6   | —   |
| 800 mètres | W     | 4   | 0   | 7   | 6   | 5     | 2    | 3   | —   |
| 1 500 mètres | M     | 1   | 7   | 4   | 2   | 5     | 3    | 6   | —   |
| 1 500 mètres | W     | 3   | 1   | 4   | 7   | 2     | 6    | 5   | —   |
| 3 000 mètres | M     | 6   | 0   | 3   | 4   | 2     | 7    | 5   | —   |
| 3 000 mètres | W     | 2   | 5   | 7   | 3   | 4     | 1    | 6   | —   |
| 5 000 mètres | M     | 6   | 3   | 4   | 7   | 1     | 2    | 5   | —   |
| 5 000 mètres | W     | 4   | 5   | 3   | 7   | 1     | 2    | 6   | —   |
| 3 000 metres steeple | M     | 6   | 3   | 2   | 5   | 4     | 1    | 7   | —   |
| 3 000 metres steeple | W     | 3   | 6   | 1   | 4   | 7     | 2    | 5   | —   |
| 110/100 mètres haies | M     | 3   | 1   | 6   | 4   | 5     | 2    | 7   | —   |
| 110/100 mètres haies | W     | 3   | 4   | 2   | 6   | 7     | 1    | 5   | —   |
| 400 mètres haies | M     | 5   | 4   | 6   | 7   | 2     | 1    | 3   | —   |
| 400 mètres haies | W     | 1   | 6   | 7   | 5   | 3     | 2    | 4   | —   |
| 4 x 100 mètres | M     | 5   | 7   | 2   | 3   | 4     | 1    | 6   | —   |
| 4 x 100 mètres | W     | 5   | 0   | 7   | 3   | 6     | 4    | 0   | —   |
| 4 x 400 mètres | M     | 4   | 3   | 0   | 7   | 5     | 2    | 6   | —   |
| 4 x 400 mètres | W     | 0   | 4   | 6   | 5   | 7     | 2    | 3   | —   |
| Saut en hauteur | M     | 4   | 5   | 6   | 0   | 7     | 2.5  | 2.5 | —   |
| Saut en hauteur | W     | 3   | 4   | 5   | 6   | 7     | 1    | 2   | —   |
| Saut à la perche | M     | 1   | 5   | 6   | 4   | 7     | 2    | 3   | —   |
| Saut à la perche | W     | 4   | 1.5 | 5   | 7   | 1.5   | 3    | 6   | —   |
| Saut en longueur | M     | 4.5 | 6   | 3   | 7   | 2     | 1    | 4.5 | —   |
| Saut en longueur | W     | 0   | 7   | 2   | 4   | 6     | 3    | 5   | —   |
| Triple saut | M     | 3   | 7   | 2   | 4   | 1     | 6    | 5   | —   |
| Triple saut | W     | 7   | 4   | 6   | 1   | 5     | 2    | 3   | —   |
| Lancer du poids | M     | 1   | 4   | 5   | 6   | 7     | 2    | 3   | —   |
| Lancer du poids | W     | 1   | 7   | 4   | 2   | 5     | 6    | 3   | —   |
| Lancer du disque | M     | 0   | 5   | 7   | 4   | 6     | 2    | 3   | —   |
| Lancer du disque | W     | 3   | 6   | 5   | 2   | 4     | 7    | 1   | —   |
| Lancer du marteau | M     | 5   | 2   | 4   | 3   | 7     | 1    | 6   | —   |
| Lancer du marteau | W     | 7   | 3   | 2   | 5   | 6     | 1    | 4   | —   |
| Lancer du javelot | M     | 2   | 7   | 1   | 4   | 6     | 3    | 5   | —   |
| Lancer du javelot | W     | 6   | 7   | 5   | 3   | 4     | 1    | 2   | —   |
| Pays | Pays  | FRA | GER | GBR | ITA | POL   | POR  | ESP | UKR |
| Total | Total | 140 | 171 | 174 | 179 | 181.5 | 97.5 | 167 | 0   |
| 1er : 8 pts ; 2e : 7 pts ; 3e : 6 pts ; 4e : 5 pts ; 5e : 4 pts ; 6e : 3 pts ; 7e : 2 pts ; 8e : 1 pt. Aucun point n'est attribué en cas de disqualification, d'abandon, et lorsqu'un athlète ne réalise pas de marque mesurée lors d'un concours En cas d'égalité, les athlètes se partagent le même nombre de points. |       |     |     |     |     |       |      |     |     |

### Podiums

#### Hommes
| Épreuve | Or                                                                               | Or                | Argent                                                             | Argent            | Bronze                                                                             | Bronze            |
| --- | -------------------------------------------------------------------------------- | ----------------- | ------------------------------------------------------------------ | ----------------- | ---------------------------------------------------------------------------------- | ----------------- |
| 100 m (vent : -0,5 m/s) | Mouhamadou Fall (FRA)                                                            | 10 s 28           | Lorenzo Patta (ITA)                                                | 10 s 29           | Lucas Ansah-Peprah (GER)                                                           | 10 s 35           |
| 200 m | Eseosa Desalu (ITA)                                                              | 20 s 48           | Jesús Gómez (ESP)                                                  | 20 s 87 =PB       | Owen Ansah (GER)                                                                   | 20 s 96           |
| 400 m | Thomas Jordier (FRA)                                                             | 45 s 65 SB        | Cameron Chalmers (GBR)                                             | 45 s 89 SB        | Davide Re (ITA)                                                                    | 45 s 90           |
| 800 m | Jake Wightman (GBR)                                                              | 1 min 45 s 71     | Mariano García (ESP)                                               | 1 min 46 s 45     | Mateusz Borkowski (POL)                                                            | 1 min 46 s 66     |
| 1 500 m | Robert Farken (GER)                                                              | 3 min 56 s 64     | Jesús Gómez (ESP)                                                  | 3 min 56 s 79     | Michał Rozmys (POL)                                                                | 3 min 57 s 13     |
| 3 000 m | Isaac Nader (POR)                                                                | 8 min 31 s 26     | Yann Schrub (FRA)                                                  | 8 min 31 s 82     | Adel Mechaal (ESP)                                                                 | 8 min 32 s 08     |
| 5 000 m | Yemaneberhan Crippa (ITA)                                                        | 13 min 17 s 23 CR | Hugo Hay (FRA)                                                     | 13 min 17 s 95 PB | Carlos Mayo (ESP)                                                                  | 13 min 18 s 15 PB |
| 3 000 m steeple | Fernando Carro (ESP)                                                             | 8 min 39 s 67     | Mehdi Belhadj (FRA)                                                | 8 min 40 s 03     | Osama Zoghlami (ITA)                                                               | 8 min 40 s 41     |
| 110 m haies (vent : -0,3 m/s) | Asier Martínez (ESP)                                                             | 13 s 43           | David King (GBR)                                                   | 13 s 63           | Damian Czykier (POL)                                                               | 13 s 65           |
| 400 m haies | Alessandro Sibilio (ITA)                                                         | 49 s 70           | Alastair Chalmers (GBR)                                            | 49 s 95 SB        | Ludvy Vaillant (FRA)                                                               | 50 s 76           |
| 4 × 100 m | Allemagne- Lucas Ansah-Peprah - Owen Ansah - Niels Torben Giese - Marvin Schulte | 38 s 73           | Espagne- Arnau Monné - Pol Retamal - Jesús Gómez - Sergio López    | 39 s 07 SB        | France- Marvin René - Ryan Zézé - Méba-Mickaël Zézé - Amaury Golitin               | 39 s 12           |
| 4 × 400 m | Italie- Davide Re - Alessandro Sibilio - Edoardo Scotti - Vladimir Aceti         | 3 min 2 s 64 EL   | Espagne- Samuel García - Lucas Búa - Manuel Guijarro - Bernat Erta | 3 min 3 s 10 SB   | Pologne- Wiktor Suwara - Kajetan Duszyński - Patryk Grzegorzewicz - Karol Zalewski | 3 min 3 s 43 SB   |
| Saut en hauteur | Norbert Kobielski (POL)                                                          | 2,24 m =SB        | William Grimsey (GBR)                                              | 2,24 m            | Falk Wendrich (GER)                                                                | 2,20 m =SB        |
| Saut à la perche | Robert Sobera (POL)                                                              | 5,65 m SB         | Harry Coppell (GBR)                                                | 5,55 m SB         | Oleg Zernikel (GER)                                                                | 5,55 m            |
| Saut en longueur | Filippo Randazzo (ITA)                                                           | 7,88 m (-0,5)     | Fabian Heinle (GER)                                                | 7,82 m m -0,8 SB  | Augustin Bey (FRA)                                                                 | 7,75 m -0,3       |
| Saut en longueur | Filippo Randazzo (ITA)                                                           | 7,88 m (-0,5)     | Fabian Heinle (GER)                                                | 7,82 m m -0,8 SB  | Eusebio Cáceres (ESP)                                                              | 7,75 m -0,7       |
| Triple saut | Max Heß (GER)                                                                    | 17,13 m EL        | Pedro Pichardo (POR)                                               | 17,01 m (EL)      | Pablo Torrijos (ESP)                                                               | 16,93 m SB        |
| Lancer du poids | Michał Haratyk (POL)                                                             | 21,34 m           | Leonardo Fabbri (ITA)                                              | 20,77 m SB        | Scott Lincoln (GBR)                                                                | 20,00 m           |
| Lancer du disque | Lawrence Okoye (GBR)                                                             | 64,22 m           | Robert Urbanek (POL)                                               | 62,57 m           | David Wrobel (GER)                                                                 | 61,52 m           |
| Lancer du marteau | Paweł Fajdek (POL)                                                               | 82,98 m CR        | Javier Cienfuegos (ESP)                                            | 77,11 m SB        | Quentin Bigot (FRA)                                                                | 76,75 m           |
| Lancer du javelot | Johannes Vetter (GER)                                                            | 96,29 m CR        | Marcin Krukowski (POL)                                             | 85,12 m SB        | Odei Jainaga (ESP)                                                                 | 84,80 m NR        |
| Records et Performances - AR : Record continental (area record) - CR : Record des championnats (championship record) - MR : Record du meeting (meet record) - NR : Record national (national record) - OR : Record olympique (olympic record) - PR : Record paralympique (paralympic record) - PB : Record personnel (personal best) - SB : Meilleure performance personnelle de la saison (season's best) - WL : Meilleure performance mondiale de l'année (world leader) - WJR : Record du monde junior (world junior record) - WR : Record du monde (world record) Circonstances et Conditions - DNF : N'a pas terminé (did not finish) - DNS : N'a pas pris le départ (did not start) - DQ : Disqualification (disqualification) - NM : Aucun essai valable enregistré (No Mark) - Q : Qualifié « directement » au prochain tour (ou à la prochaine compétition), lors d'une compétition majeure, grâce au classement ou à la réalisation des minima (automatic qualifier) - q : Qualifié au prochain tour (ou à la prochaine compétition), lors d'une compétition majeure, grâce au repêchage ou à la réalisation de l'une des meilleures performances parmi celles des « non qualifiés directement » (grâce au meilleur temps ou à la meilleure distance par exemple) (secondary qualifier) |                                                                                  |                   |                                                                    |                   |                                                                                    |                   |

#### Femmes
| Épreuve | Or                                                                                                  | Or               | Argent                                                                                | Argent           | Bronze                                                                          | Bronze            |
| --- | --------------------------------------------------------------------------------------------------- | ---------------- | ------------------------------------------------------------------------------------- | ---------------- | ------------------------------------------------------------------------------- | ----------------- |
| 100 m | Pia Skrzyszowska (POL)                                                                              | 11 s 25          | Lisa Mayer (GER)                                                                      | 11 s 27          | Imani-Lara Lansiquot (GBR)                                                      | 11 s 27           |
| 200 m | Beth Dobbin (GBR)                                                                                   | 22 s 78 SB       | Dalia Kaddari (ITA)                                                                   | 22 s 89          | Rebekka Haase (GER)                                                             | 23 s 00           |
| 400 m | Natalia Kaczmarek (POL)                                                                             | 51 s 36          | Aauri Bokesa (ESP)                                                                    | 52 s 22          | Corinna Schwab (GER)                                                            | 52 s 72           |
| 800 m | Ellie Baker (GBR)                                                                                   | 2 min 00 s 95    | Elena Bellò (ITA)                                                                     | 2 min 02 s 06 SB | Angelika Sarna (POL)                                                            | 2 min 02 s 54 SB  |
| 1 500 m | Gaia Sabbatini (ITA)                                                                                | 4 min 14 s 87    | Salomé Afonso (POR)                                                                   | 4 min 15 s 08 SB | Marta Pérez (ESP)                                                               | 4 min 15 s 24     |
| 3 000 m | Revee Walcott-Nolan (GBR)                                                                           | 9 min 13 s 36 PB | Lucía Rodríguez (ESP)                                                                 | 9 min 14 s 45 PB | Vera Coutellier (GER)                                                           | 9 min 15 s 27     |
| 5 000 m | Nadia Battocletti (ITA)                                                                             | 15 min 46 s 95   | Blanca Fernández (ESP)                                                                | 15 min 51 s 44   | Denise Krebs (GER)                                                              | 15 min 53 s 09 SB |
| 3 000 m steeple | Alicja Konieczek (POL)                                                                              | 9 min 35 s 63    | Elena Burkard (GER)                                                                   | 9 min 36 s 04    | Irene Sánchez-Escribano (ESP)                                                   | 9 min 41 s 44     |
| 100 m haies | Pia Skrzyszowska (POL)                                                                              | 12 s 99          | Luminosa Bogliolo (ITA)                                                               | 13 s 05          | Teresa Errandonea (ESP)                                                         | 13 s 24           |
| 400 m haies | Lina Nielsen (GBR)                                                                                  | 55 s 59          | Carolina Krafzik (GER)                                                                | 55 s 71 SB       | Linda Olivieri (ITA)                                                            | 56 s 17 SB        |
| 4 × 100 m | Royaume-Uni- Beth Dobbin - Imani-Lara Lansiquot - Bianca Williams - Desirèe Henry                   | 43 s 36          | Pologne- Marika Popowicz-Drapała - Klaudia Adamek - Katarzyna Sokólska - Marlena Gola | 43 s 83          | France- Wided Atatou - Orlann Ombissa-Dzangue - Maroussia Paré - Eva Berger     | 43 s 91           |
| 4 × 400 m | Pologne- Małgorzata Hołub-Kowalik - Kornelia Lesiewicz - Justyna Święty-Ersetic - Natalia Kaczmarek | 3 min 26 s 37 EL | Royaume-Uni- Ama Pipi - Hannah Williams - Yasmin Liverpool - Lina Nielsen             | 3 min 27 s 16    | Italie- Alice Mangione - Eleonora Marchiando - Petra Nardelli - Raphaela Lukudo | 3 min 29 s 05     |
| Saut en hauteur | Kamila Lićwinko (POL)                                                                               | 1,94 m =SB       | Alessia Trost (ITA)                                                                   | 1,91 m SB        | Emily Borthwick (GBR)                                                           | 1,88 m            |
| Saut à la perche | Roberta Bruni (ITA)                                                                                 | 4,45 m           | Malen Ruiz de Azua (ESP)                                                              | 4,35 m           | Molly Caudery (GBR)                                                             | 4,35 m SB         |
| Saut en longueur | Maryse Luzolo (GER)                                                                                 | 6,61 m =PB       | Magdalena Żebrowska (POL)                                                             | 6,55 m PB        | María Vicente (ESP)                                                             | 6,42 m            |
| Triple saut | Rouguy Diallo (FRA)                                                                                 | 14,12 m          | Naomi Ogbeta (GBR)                                                                    | 14,01 m          | Adrianna Szóstak (POL)                                                          | 13,96 m PB        |
| Lancer du poids | Sara Gambetta (GER)                                                                                 | 18,75 m          | Auriol Dongmo (POR)                                                                   | 18,74 m          | Klaudia Kardasz (POL)                                                           | 18,17 m SB        |
| Lancer du disque | Liliana Cá (POR)                                                                                    | 61,36 m          | Marike Steinacker (GER)                                                               | 59,29 m          | Kirsty Law (GBR)                                                                | 58,13 m           |
| Lancer du marteau | Alexandra Tavernier (FRA)                                                                           | 75,06 m          | Malwina Kopron (POL)                                                                  | 73,18 m          | Sara Fantini (ITA)                                                              | 70,31 m SB        |
| Lancer du javelot | Christin Hussong (GER)                                                                              | 69,19 m CR       | Jöna Aigouy (FRA)                                                                     | 56,59 m          | Freya Jones (GBR)                                                               | 54,68 m           |
| Records et Performances - AR : Record continental (area record) - CR : Record des championnats (championship record) - MR : Record du meeting (meet record) - NR : Record national (national record) - OR : Record olympique (olympic record) - PR : Record paralympique (paralympic record) - PB : Record personnel (personal best) - SB : Meilleure performance personnelle de la saison (season's best) - WL : Meilleure performance mondiale de l'année (world leader) - WJR : Record du monde junior (world junior record) - WR : Record du monde (world record) Circonstances et Conditions - DNF : N'a pas terminé (did not finish) - DNS : N'a pas pris le départ (did not start) - DQ : Disqualification (disqualification) - NM : Aucun essai valable enregistré (No Mark) - Q : Qualifié « directement » au prochain tour (ou à la prochaine compétition), lors d'une compétition majeure, grâce au classement ou à la réalisation des minima (automatic qualifier) - q : Qualifié au prochain tour (ou à la prochaine compétition), lors d'une compétition majeure, grâce au repêchage ou à la réalisation de l'une des meilleures performances parmi celles des « non qualifiés directement » (grâce au meilleur temps ou à la meilleure distance par exemple) (secondary qualifier) | |                  |                                                                                       |                  |                                                                                 |                   |

### Classement général
En 2021, avec le nouveau format de compétition, huit équipes participent à la Super Ligue. Ainsi, en 2019, 5 équipes ont été reléguées en Première Ligue et le vainqueur de la Première Ligue 2019 (Portugal) a accédé à la Super Ligue 2021 où il est immédiatement relégué.
|  | Vainqueur de la compétition |  | Relégation en division inférieure |

| Rang | Pays            | Pts   |
| ---- | --------------- | ----- |
| 1    | Pologne         | 181,5 |
| 2    | Italie          | 179   |
| 3    | Grande-Bretagne | 174   |
| 4    | Allemagne       | 171   |
| 5    | Espagne         | 167   |
| 6    | France          | 140   |
| 7    | Portugal        | 97,5  |
| –    | Ukraine         | 0     |

## Première Ligue

### Pays participants
13 équipes sont inscrites à la Première Ligue :
| - Belgique - Biélorussie - Estonie, promue - Finlande, reléguée - Grèce, reléguée - Irlande, ne participe pas - Norvège | - Pays-Bas - Roumanie - Suède, reléguée - Suisse, reléguée - Tchéquie, reléguée - Turquie |

Les deux premières équipes sont promues en Super Ligue et les trois dernières, dont l'Irlande, sont reléguées.

### Résultats
Classement après 40 épreuves :
1. Tchéquie 320,5 points, promue en Super Ligue,
2. Biélorussie 315 points, promue en Super Ligue,
3. Pays-Bas 300 points,
4. Suisse 278 points,
5. Turquie 267 points,
6. Suède 263,5 points,
7. Finlande 263 points,
8. Grèce 255 points,
9. Norvège 243 points,
10. Belgique 242 points,
11. Roumanie 207 points, reléguée en Deuxième Ligue,
12. Estonie 157 points, reléguée en Deuxième Ligue,
13. Irlande forfait, reléguée en Deuxième Ligue.

## Deuxième Ligue

### Pays participants
12 équipes sont inscrites à la Deuxième Ligue, mais trois équipes déclarent forfait :
| - Autriche, ne participe pas - Bulgarie - Croatie - Danemark - Hongrie – - Islande + | - Israël, ne participe pas - Lettonie - Lituanie – - Russie –, ne participe pas - Slovaquie – - Slovénie |

### Résultats
Classement après 40 épreuves :
1. Hongrie 255 points, promue en Première Ligue,
2. Danemark 245,5 points, promue en Première Ligue,
3. Slovénie 233 points, promue en Première Ligue,
4. Lituanie 203 points,
5. Bulgarie 197 points,
6. Slovaquie 187,5 points,
7. Lettonie 177,5 points,
8. Croatie 174 points,
9. Islande 116,5 points,

- Israël forfait, reléguée en Troisième Ligue,
- Autriche forfait, reléguée en Troisième Ligue,
- Russie forfait, reléguée en Troisième Ligue.

## Troisième Ligue

### Pays participants
16 équipes participent à la Troisième League.
| - AASSE - Albanie - Andorre - Arménie - Azerbaïdjan - Bosnie-Herzégovine - Chypre – - Géorgie – | - Luxembourg – - Kosovo - Malte – - Macédoine du Nord - Moldavie - Monténégro - Saint-Marin - Serbie |

### Résultats
Classement après 40 épreuves :
1. Serbie 570 points, promue en Deuxième Ligue,
2. Chypre 539 points, promue en Deuxième Ligue,
3. Moldavie 481 points, promue en Deuxième Ligue,
4. Luxembourg 465 points,
5. Bosnie-Herzégovine 441,5 points,
6. Malte 354,5 points,
7. Monténégro 318 points,
8. Géorgie 303 points,
9. Arménie 300 points,
10. Macédoine du Nord 274 points,
11. Andorre 272 points,
12. Saint-Marin 269,5 points,
13. Albanie 158 points,
14. AASSE 136,5 points,
15. Azerbaïdjan 83 points,
16. Kosovo 78 points.